# Wildlife (La Dispute)
Wildlife è il secondo album in studio dei La Dispute, pubblicato il 4 ottobre 2011 con etichetta No Sleep Records.

## Storia
Il processo di scrittura dell'album è iniziato circa un anno dopo la pubblicazione del primo lavoro, Somewhere..., anche a causa degli intensi impegni in tour per gli Stati Uniti, Canada, Europa ed Australia. Un primo processo di registrazione è iniziato a Chicago presso i Drasik Studios nel novembre del 2010, ma poi la band ha dovuto prendere una pausa per tornare in tour; in seguito ad aprile del 2011 i La Dispute sono tornati in studio, questa volta a New York presso gli studi Stadium Red, ed hanno completato il processo di registrazione.
L'annuncio ufficiale dell'album viene dato il 23 agosto 2011, e dallo stesso giorno viene messo a disposizione il primo "singolo promozionale", che è Harder Harmonies. Un'ulteriore traccia, The Most Beautiful Bitter Fruit, viene caricata il 9 settembre, mentre la data di uscita dell'album è fissata per il 4 ottobre, anche se già a partire dal 23 settembre la band carica sul proprio sito l'intero album per essere ascoltato. Per promuovere l'album, i La Dispute vanno in tour tra ottobre e novembre a supporto dei Thrice.
Il 25 dicembre, come "regalo di Natale", la band mette a disposizione la sua intera discografia gratuitamente sul suo sito, dando però la possibilità di fare un'offerta a piacimento, che viene poi devoluta a 826michigan, un'organizzazione non profit che destina fondi per il supporto e l'incoraggiamento di bambini ed adolescenti del Michigan che dimostrino una particolare inclinazione artistica. Il ricavato è di 1.600$. La collaborazione con l'organizzazione prosegue anche nel tour in primavera negli Stati Uniti, durante il quale vengono vendute 150 copie speciali in vinile dell'album, contenente anche Conversations più foto, poster ed altri oggetti rari.

## Caratteristiche
L'album è stato registrato senza l'uso di riverbero artificiale in studio (come specificato anche sulla copertina del disco), perché la band vi è entrata con l'obiettivo in mente di creare qualcosa che suonasse come se fosse un loro live, che catturasse la naturalità e l'organicità della band quando suona dal vivo, senza trucchi o effetti speciali di studio. Un'altra peculiarità della band è l'impiego di numerosi e insoliti strumenti in studio, per rendere il processo di registrazione più divertente e l'album più vario; in particolare, ha catturato l'attenzione un particolare strumento costruito dal fratello del chitarrista Chad Sterenberg (il quale a sua volta aveva fatto parte della band ai suoi esordi), costituito da vari pezzi di cascame congiunti fra loro, e che date le circostanze della sua origine, è da considerarsi un pezzo unico impiegato solamente dai La Dispute.
Il processo di scrittura ha subito una considerevole variazione rispetto a tutti i precedenti lavori della band: mentre questi erano stati scritti a partire dalla musica (come solitamente accade), qui Jordan ha elaborato le storie da trattare, e la musica è stata "costruita" per accordarsi al carattere e al tono della storia da raccontare.
Per l'aiuto in fase di registrazione e produzione, sono stati scelti Andrew Everding, tastierista dei Thursday, che la band aveva conosciuto durante un precedente tour, e Joseph Pedulla, fratello di Steve, anch'egli membro dei Thursday.

## Successo commerciale

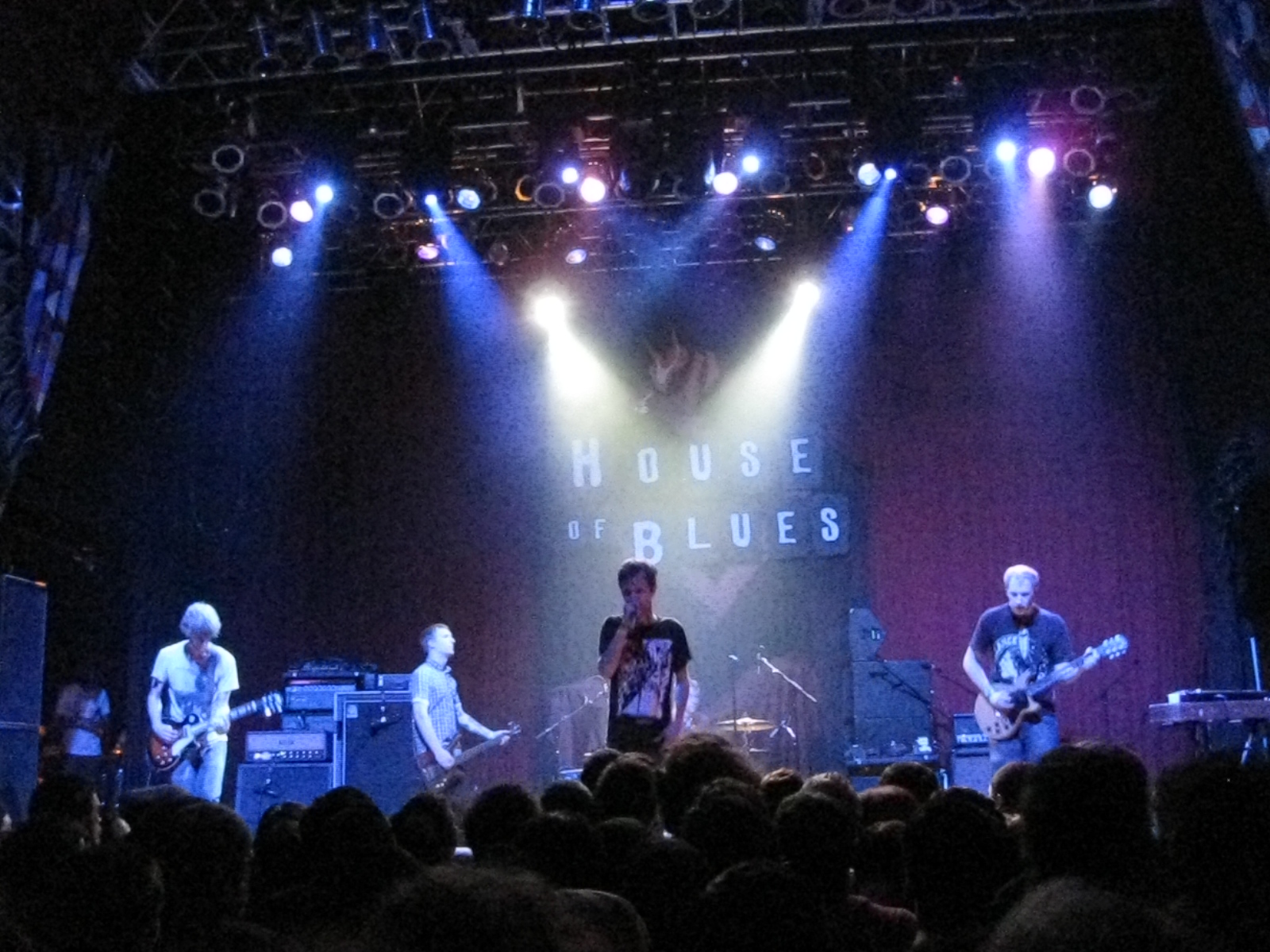
La band in concerto alla House of Blues di San Diego in promozione dell'album

L'album è il primo dei La Dispute ad entrare nelle classifiche statunitensi. Debutta al 161º posto nella Billboard 200, la classifica generale, vendendo più di 3.100 copie, di cui ben 1.192 in vinile. Nelle altre classifiche USA si piazza al 25º posto fra gli album alternativi, al 45º della classifica Heatseekers, in 27ª posizione fra gli album indipendenti, in 38ª fra gli album rock e addirittura giunge al terzo posto nella classifica delle vendite di vinili. Da notare anche il primo posto fra le vendite degli album heatseekers negli Stati Uniti East North Central.

## Critica
La critica ha uniformemente speso parole di elogio per l'album, in particolare mettendo in risalto la bellezza dei testi di Jordan ed evidenziando come questi si mescolino perfettamente con la musica.
Adam Pfleider di AbsolutePunk (9/10) elogia, oltre alla bellezza dei testi che trasportano chi li ascolta attraverso un percorso di immagini, l'atmosfera generale creata dall'album anche tramite la musica e i vari suoni ricreati dalla band in studio, così come la disposizione delle tracce che parte quasi in sordina per poi esplodere in tutta la sua potenza a metà disco. Allo stesso tempo, evidenzia possibili punti di potenziale critica nella lunghezza dell'album e nella sua difficoltà di ascolto, soprattutto alla prima riproduzione. Sputnikmusic (4/5) porta avanti il paragone con il precedente album della band, sottolineando come a differenza di quest'ultimo, che a giudizio del recensore mostrava tutta l'immaturità del gruppo, Wildlife è un disco molto più coeso ed uniforme, che permette di apprezzare anche la musica e non solo Jordan che urla, ed anche i suoi testi sono molto più maturi, non parlando più solo di sé ma anche di esperienze più generali.
Underthegunreview (9/10) definisce l'album come uno dei più espressivi dell'anno, esaltando come al solito i testi di Jordan, capaci di tirar fuori il cuore a chiunque li ascolti; ma il recensore spende anche parole di elogio per la musica, che crea "un suono caotico e allo stesso tempo controllato", e risente degli influssi del post-hardcore. Alternative Press (4,5/5) si unisce al coro di elogi, evidenziando come Wildlife bilanci perfettamente il lato più grezzo e pesante della band e quello più dolce e soft, mentre l'album scorre aiutato dalla grande abilità di Jordan nel mettere insieme le parole.
AllMusic (3,5/5) mette in risalto la crescita della band, soprattutto nel modo in cui la voce di Jordan e gli strumenti stavolta si mescolino perfettamente in modo coesivo e complementare, avendo le potenzialità per soddisfare tutti i fan della band.

## Struttura
L'album, come spiegato dal cantante Jordan Dreyer, è una raccolta di brevi storie, inframmezzate da quattro monologhi (le canzoni che iniziano con l'articolo "a") in cui l'autore smette di narrare e parla in prima persona. Le storie conferiscono il flusso e la dinamica del racconto; gli intermezzi danno all'album un aspetto più strettamente personale. Ciò detto, Jordan ha anche cercato di fare in modo che le storie narrate (spesso prese da avvenimenti reali) non fossero distorte dalla sua visione, ma raccontate così come sono, in modo che chi le ascolta possa trarne l'insegnamento che vuole.
Con i quattro monologhi, l'album si suddivide in 4 parti o gruppi tematici, ognuno introdotto appunto dal monologo. Come ha spiegato Jordan:
I). "Il primo [nucleo] è una sorta di disamina sulla ricerca di uno scopo [nella vita] portata avanti da diverse persone, e su cosa altre persone applicano alla loro vita per darle una sorta di parvenza di ordine e normalità."
II). "Il secondo è in un certo senso simile [al primo], ma si rifà a delle reazioni più drastiche. Come l'isolamento, o l'immersione piena in qualcosa — completamente da una parte o completamente dall'altra."
III). "Il terzo è la parte del disco in cui il protagonista si forma alcuni punti di vista sulle sue battaglie [nella vita] esaminando quelle combattute da altri."
IV). "L'ultimo è una sorta di summa delle due narrazioni che si alternano nel corso del disco: una sono le storie che vengono raccontate, l'altra sono i quattro monologhi."
Questa struttura richiama la strutturazione del libro Pale Fire (tradotto in italiano come Fuoco pallido) di Vladimir Nabokov, uno degli scrittori più amati da Jordan. Anche in questo caso abbiamo una narrazione su due livelli: un poema di 999 versi scritto da un poeta fittizio, più un'introduzione, un commento ed un indice al poema scritti da un professore sempre fittizio, anche qui richiamando la struttura a 4 nuclei tematici.
Nello scrivere i testi per queste canzoni, Jordan ha detto di essersi sentito come se le scrivesse per prepararsi a qualche evento negativo e scioccante che sarebbe potuto succedere nella sua vita. Ha anche aggiunto che nei quattro monologhi -secondo lui- si sente maggiormente il suo pensiero e la sua voce, piuttosto che nelle storie narrate.

## Titolo e canzoni
Il titolo Wildlife è stato scelto da Jordan, e pur non avendo una connotazione specifica, secondo lui racchiude bene in sé l'essenza e i temi in generale che l'album arriva a trattare.

### A Departure
La prima canzone introduce il disco nella sua interezza, e più specificamente anche il primo nucleo tematico che riguarda la ricerca di uno scopo. First the feeling of abandonment, che descrive le prime tre storie, then trying to cope, la sesta e settima traccia, then death and hope, che allude a King Park, Edward Benz e I See Everything, and the thing itself waiting for me che identifica le ultime due storie dell'album. Prima dell'inizio del monologo vero e proprio, Jordan grida To ----, for everything, la stessa dedica scritta all'interno della confezione del disco (ma in quel caso il destinatario è una certa Helen, mentre qui non è comprensibile ciò che viene pronunciato, anche perché questa dedica non è presente nel booklet che riporta il testo del monologo). Interessante anche come il titolo della prima traccia dell'album sia in realtà un commiato (a departure significa "un addio"): in effetti il testo si conclude con [Here's] The whole story, a significare che prima dell'addio, e quasi a spiegarne le motivazioni, il narratore si mette a raccontare appunto la sua storia, quella che l'ha portato al punto attuale descritto nella canzone.

### Harder Harmonies
È il primo singolo tratto dall'album, ed è stato messo a disposizione dei fan per l'ascolto a partire dal 23 agosto 2011, data di annuncio dell'album. Prendendo spunto dalla storia che Jordan aveva comunicato di voler trattare, l'ossatura della musica è stata scritta da Chad e poi integrata dal resto della band.

### St. Paul Missionary Baptist Church Blues
La "St. Paul Missionary Baptist Church" è una chiesa battista situata a Grand Rapids sulla Eastern Avenue, ma è ormai da anni chiusa ed abbandonata, in seguito al declino della congregazione dei battisti missionari, una volta molto potenti negli Stati Uniti. Il declino della chiesa scatena una riflessione su come molta gente cerchi di rispondere alle proprie paure e agli interrogativi ricorrendo alla religione, all'unione con Dio e con gli altri fedeli; ed allo stesso tempo una riflessione sul tempo che passa e su come anche le cose più sacre possano decadere.

### Edit Your Hometown
È stata la prima canzone del nuovo album presentata in pubblico, dato che i La Dispute l'hanno suonata per tutto il loro tour europeo estivo nel 2011. Il testo affronta il tema del cambiamento che tutti, prima o poi e in un modo o in un altro, dobbiamo affrontare nella nostra vita. Qui il cambiamento è rappresentato attraverso un gruppo di amici che dopo gli anni felici dell'adolescenza passati sempre assieme, si trova a doversi separare perché tutti i suoi componenti si trasferiscono in altre città, meno il narratore, che rimane solo nella sua città natale, e spesso si chiede cosa glielo abbia fatto fare ed è preso da una sorta di rimorso per non aver anche lui cambiato. Il titolo secondo Jordan potrebbe far riferimento alle nuove tecnologie ed ai social network (edit your hometown vuol dire "modifica la tua città natale", dove "edit" è la tipica parola usata nel linguaggio dell'informatica per apportare modifiche ad un testo o ad un file), facendo sì quindi che la canzone affronti "il tema del cambiamento come può avvenire per un giovane del 2011".

### Safer in the Forest/Love Song for Poor Michigan
La canzone è divisa in due parti, una per ogni titolo indicato, che rappresentano vere e proprie canzoni diverse, unite soltanto dall'avere lo stesso numero di traccia e dalla musica che nel passaggio dall'una all'altra non si interrompe. La seconda si configura come una lettera indirizzata al Michigan da un suo giovane figlio, che gli dice di non poter restare (a causa della crisi e della mancanza di prospettive), ma che lo porterà per sempre nel suo cuore. "Tuebor" è una delle frasi indicate sullo stemma dello Stato ed indica quindi metaforicamente il Michigan. Nella frase I will hold these old streets sweetly in my head, like her ("porterò sempre il caro ricordo di queste vecchie strade nella mia testa, come il ricordo di lei") si nota un riferimento velato ad Andria, dal precedente album, in cui il protagonista dichiara alla sua amata che ne porterà per sempre il caro ricordo nella sua testa.
Jordan ha cercato di spiegare il significato del testo dicendo che l'idea originale era quella di presentare due diverse soluzioni per uno stesso problema: la prima consisteva nell'isolarsi dagli altri, e la seconda dal mettersi in gruppo e in relazione con il resto del mondo. Tuttavia nel processo di scrittura gli argomenti sono poi mutati e la seconda parte della canzone si è trasformata più in un'ode alla terra natia di Dreyer.

### The Most Beautiful Bitter Fruit
Secondo (e ultimo) singolo tratto dall'album prima della sua uscita, i La Dispute hanno fatto ricadere la scelta su questa traccia perché a loro parere rappresenta bene l'intero album ed è musicalmente una delle migliori canzoni su Wildlife. La pubblicazione è avvenuta il 9 settembre su Siq Shit.

### King Park
Si tratta di una delle canzoni più note della band (oltreché la più lunga dell'album), e racconta un episodio di cronaca nera accaduto realmente a Grand Rapids, la città natale della band. Il Michigan ha subito una forte crisi economica nel corso degli anni '90 e 2000, e questa crisi ha determinato un vertiginoso aumento della disoccupazione -anche giovanile- e di conseguenza un forte aumento del tasso di criminalità che si è riflesso anche in una città come Grand Rapids che era stata toccata dalla crisi in misura minore di altre zone dello Stato. L'episodio qui narrato è uno dei tanti accaduti nella zona nel corso degli anni (Antoher shooting ... About a block from where the other shooting was last month. Or was it last week? - "Un'altra sparatoria" ... "A un isolato di distanza da dove c'è stata l'altra sparatoria il mese scorso. O era la scorsa settimana?", a indicare che la frequenza di questi avvenimenti rende la gente quasi abituata a sentirne parlare, tanto da perdere la concezione del tempo in cui sono avvenuti). King Park è il parco cittadino dedicato a Martin Luther King. Nei suoi pressi, all'incrocio fra due delle principali vie del paese (Fuller Avenue e Franklin Street, citate nel testo) un giovane teppista di nome Kyle Keenan, ventunenne, conosciuto come "Grandpa" tra i membri della sua gang, spara da una Dodge Neon con una pistola contro un obiettivo, ma il colpo invece dell'obiettivo colpisce David Witherspoon, un ragazzo di 16 anni che passa di lì con degli amici, uccidendolo.
A questo punto la mera cronaca lascia spazio al racconto del personaggio, che dice di voler tornare indietro nel tempo e nello spazio, per essere presente nel momento in cui è avvenuta la sparatoria, per poter vedere quello che è successo e provare le sensazioni, in modo da non poter mai dimenticare quanto sia fredda la morte e quanto preziosa sia la vita. Riprende la cronaca: la gente, sentendo gli spari e le sirene dell'ambulanza e della polizia, esce in strada e comincia a porsi le domande che tutti si pongono quando accadono eventi come questo: chi era la persona che è morta, dove viveva, se qualcuno lo conosceva. Il protagonista allora riprende il suo viaggio indietro nel tempo per visitare le case di questa gente, osservare le loro attività e cercare di trovare un motivo, una ragione che possa spiegare l'accaduto; ma la conclusione cui giunge è che non può esserci una ragione per la morte. Soprattutto se avviene in un modo come questo. Il funerale del ragazzo avviene 3 giorni dopo.
L'assassino intanto fugge e si rifugia in un hotel vicino all'autostrada assieme a due ragazzi che erano con lui, ma è stato identificato dai testimoni e presto la polizia scopre il suo nascondiglio. Un complice tenta la fuga, ma è arrestato dalla polizia, che circonda l'edificio e cerca di convincere l'assassino ad arrendersi, aiutata anche dallo zio del giovane, che prova a parlargli di speranza e possibilità di redenzione, come udito dal protagonista che è riuscito ad infiltrarsi in una camera dell'albergo vicina a quella dell'assassino. L'assassino è disperato e chiede urlando se può andare lo stesso in paradiso se decide di suicidarsi (in modo da pareggiare i conti; se rischia di andare all'inferno per aver ucciso quella persona, vuole almeno uccidere sé stesso come via per la propria redenzione). Il finale non viene rivelato, perché il narratore in terza persona, nauseato dagli avvenimenti, si allontana dalla zona. Nella realtà, l'assassino rivolge l'arma verso di sé e si uccide. Jordan dice di aver cambiato solo marginalmente la storia reale, per renderla più universale ed applicabile in altri casi. La musica è stata per lo più scritta da Adam Vass.

### Edward Benz, 27 Times
La canzone racconta la storia (reale) di un padre, il cui figlio è schizofrenico e deve seguire delle cure sotto forma di pastiglie. La cura funziona e il padre decide di acquistare una casa per il figlio, in modo da dargli la sensazione di poter condurre una vita normale, ma le pastiglie provocano una costante sonnolenza nel figlio, che gli impedisce persino di avere un lavoro regolare. Un giorno così il figlio decide di smettere di assumere le pastiglie, e di nuovo preda della sua malattia, si chiude in casa. Quando il padre riesce ad aprire la porta d'ingresso con la chiave, il figlio lo aggredisce con un coltello a tradimento e lo pugnala 27 volte, fuggendo poi al piano superiore, talmente in preda alla follia da non riconoscere più nemmeno suo padre.

### I See Everything
La storia di un bambino di 7 anni cui viene diagnosticata una forma molto aggressiva di cancro, raccontata attraverso gli occhi della madre sotto forma di diario. Le prime pagine di diario sono più ottimiste e più lunghe, ma diventano via via sempre più brevi e meno cariche di speranza mano a mano che la malattia procede, fino a che il bambino muore. La madre cerca di affrontare questa immane perdita confidando in Dio e nella sua bontà, nella consolazione che adesso il figlio ha smesso di soffrire e possiede un corpo nuovo, finalmente libero dal cancro. Il narratore cerca di prendere questa storia come un'ispirazione per la propria vita, ma alla fine dice di non riuscire a farcela, di non riuscire ad avere lo stesso ottimismo e la stessa speranza dei protagonisti.

### All our bruised bodies and the whole heart shrinks
Il titolo è insolitamente presentato tutto in minuscolo, come anche molte poesie di e. e. cummings, un autore tra quelli che hanno massimamente influenzato lo stile di Jordan. La canzone presenta un riferimento all'intero concept di Somewhere... quando il narratore chiede Did you find your lover laying in your bedroom with another and then did you let it hover over you and everything else well after the fact? ("hai trovato la tua amante a letto con un altro e lo spettro di questo fatto è rimasto ad aleggiare su di te e su ogni altra cosa ben dopo la sua scoperta?"). Questo è uno degli esempi portati dal narratore di paure e sofferenze che nella vita si possono incontrare. Gli altri esempi concernono anche altre storie raccontate nell'album: una famiglia che perde il proprio figlio più piccolo a causa del cancro (come in I See Everything), un padre aggredito e ferito dal figlio schizofrenico con un coltello (come in Edward Benz, 27 Times).

### You and I in Unison
Jordan ha affermato che questa è una canzone che aveva sempre avuto in mente di scrivere, ancor prima di pubblicare Somewhere. Anche se il contenuto del testo è giunto solo dopo durante la vera e propria fase di scrittura di Wildlife, il titolo e lo spunto erano già presenti da diverso tempo.

## Tracce
Testi di Jordan Dreyer, musiche di La Dispute.
1. a Departure – 3:32
2. Harder Harmonies – 3:35
3. St. Paul Missionary Baptist Church Blues – 3:46
4. Edit Your Hometown – 2:55
5. a Letter – 3:49
6. Safer in the Forest/Love Song for Poor Michigan – 4:36
7. The Most Beautiful Bitter Fruit – 3:55
8. a Poem – 2:59
9. King Park – 6:54
10. Edward Benz, 27 Times – 5:45
11. I See Everything – 3:37
12. a Broken Jar – 2:19
13. all our bruised bodies and the whole heart shrinks – 5:04
14. You and I in Unison – 4:56

## Artwork
La copertina dell'album è stata realizzata dal bassista Adam Vass, che è anche artista nel tempo libero. Si tratta di una composizione (una specie di muro) da lui creata con oggetti riutilizzati e dipinti, e fotografata da David Summers in un bosco. La scritta Wildlife è realizzata in bianco in un similcorsivo molto stilizzato, quasi come un murale, mentre il nome "La Dispute" compare sotto in stampatello maiuscolo. Il retro presenta la stessa immagine, ma vista da vicino, assieme alla tracklist ed al logo della band.

Il CD viene in formato digipak; all'interno sono contenuti i crediti, il booklet con i testi delle canzoni a metà stampati e a metà manoscritti, e una dedica: "To Helen, for everything". Il nome Helen è però stato annerito ed è difficilmente leggibile.

## Edizioni in vinile
Prima edizione
- 20 copie di prova in nero/nero
- 250 copie deluxe in bianco/bianco
- 500 copie in giallo scuro/bianco
- 500 copie in rosso scuro/bianco
- 750 copie in verde scuro/bianco
- 1000 copie in grigio/bianco
- 2000 copie in nero/nero

Record Store Day 2012
- 100 copie in rosa/rosa

Seconda edizione
- 1800 copie in grigio/grigio

Terza edizione
- 168 copie acquistabili nel tour della band in giallo/giallo
- 900 copie in giallo crema/giallo crema[36]

## Formazione

### La Dispute
- Jordan Dreyer - voce
- Chad Sterenberg - chitarra elettrica, campanelle, sintetizzatore modulare, tromba, battito di piedi, glockenspiel, voce e registrazione
- Adam Vass - basso, chitarra elettrica, chitarra baritona, canto, layout e artwork
- Kevin Whittemore - chitarra elettrica
- Brad Vander Lugt - batteria, battito di mani, tamburello, shaker, triangolo, chimes, güiro, scatole, battito di piedi, stridio metallico, catene, pianoforte, Fender Rhodes, tastiere e registrazione.

### Altri musicisti
- Andrew Everding - produzione ed ingegneria
- Joseph Pedulla - produzione, mixaggio ed ingegneria
- Keith Parry - Assistente ingegnere
- Ricardo Gutierrez - Masterizzazione presso Stadium Red
- David Summers - Fotografia

## Classifiche
| Classifica (2011)         | Posizione massima |
| ------------------------- | ----------------- |
| Stati Uniti               | 161               |
| Stati Uniti (vinyl)       | 3                 |
| Stati Uniti (alternative) | 25                |
| Stati Uniti (independent) | 27                |
| Stati Uniti (rock)        | 38                |
| Stati Uniti (heatseekers) | 45                |